# Applauso

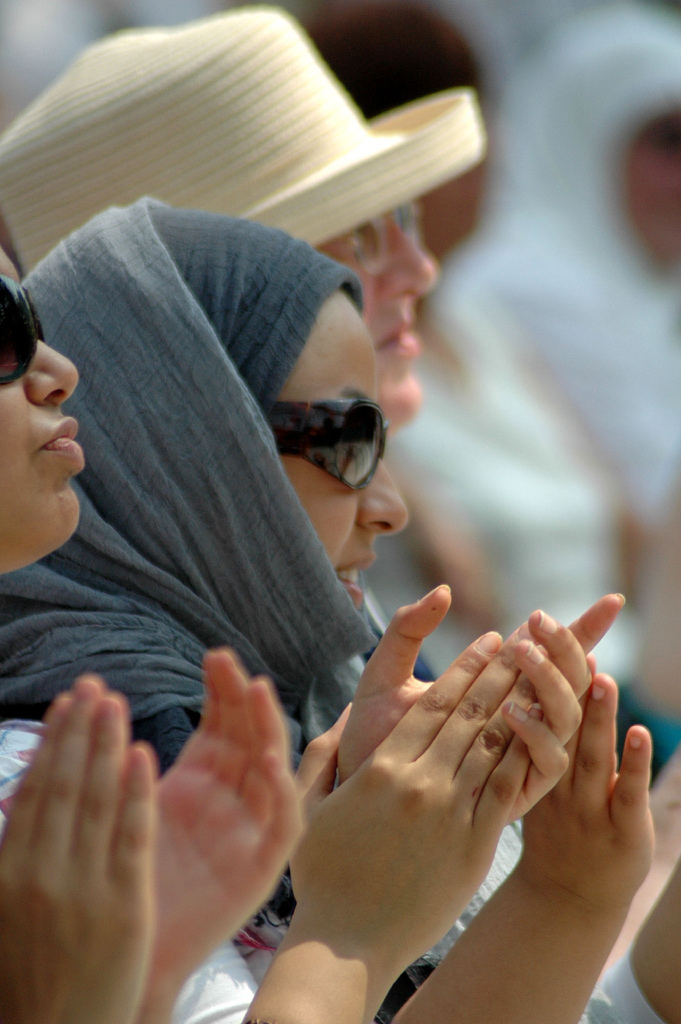
Persone che applaudono.

L'applauso è composto da 2 o più battiti di mani.
Tale manifestazione consiste nel battere mani ripetutamente producendo un suono secco e forte.

## Storia
Nell'antica Mesopotamia gli applausi venivano utilizzati per coprire le grida delle vittime sacrificali durante i riti religiosi.
Nell'alto Egitto in una tomba a Saqqara è stata trovata una pittura rupestre, di due millenni avanti Cristo, che mostra un cantante nella postura conosciuta presso i Sufi come ‘Al Kaf’ (traducibile come "palmo delle mani"), con cui si canta regolando il tempo col battito delle mani.
Nell'Apella di Sparta, per la selezione degli Efori, secondo Plutarco chi riceveva gli applausi più lunghi o più intensi risultava eletto.
Già gli antichi romani applaudivano i gladiatori vittoriosi nelle arene. Ancora oggi, le situazioni che richiamano un applauso coincidono solitamente con il termine di spettacoli, concerti (al termine dei brani), recite teatrali, anche "a scena aperta" (a seguito di battute particolarmente divertenti e consone alla situazione), o con momenti di eventi sportivi nei quali si vuole sottolineare la bravura del campione per il quale si fa il tifo.
Negli anni si è diffusa anche l'abitudine, criticata da alcuni, di applaudire durante o al termine dei funerali, in particolar modo quando si tratta di vittime della mafia, caduti in guerra, vittime di attentati o incidenti particolarmente gravi, oppure di personalità illustri.
Esiste poi la ovazione, ovvero una forma di applauso per la quale diversi individui si alzano in piedi per mostrare grande riconoscimento a colui che ha compiuto l'azione  e, in ambito musicale, anche per chiedere un bis.

## Antropologia culturale e psicologia sociale
Da un punto di vista antropologico, l'applauso viene considerato come metafora dell'abbraccio, ovvero un abbraccio manifestato a distanza. In ogni caso, è l'archetipo dell'interazione sociale non verbale.
Dal punto di vista di psicologia delle masse, invece, ricercare un applauso sarebbe espressione della "corrente narcisistica che sospinge verso la creatività".

## In sociologia politica
Negli incontri pubblici di tipo politico, l'applauso esprime sia la risposta dell'uditorio alla performance retorica dell'oratore, sia una forma di sostegno derivata dall'affiliazione al suo partito o movimento.
Si definisce poi "applauso alla russa" quello in cui anche l'oratore che ha terminato il proprio intervento si unisce all'applauso del pubblico: la pratica, nata e diffusa nel Comitato centrale del P.C.U.S., sta appunto a significare che il merito di un buon intervento è sempre collettivo.

### Nella prassi parlamentare
Nelle assemblee legislative moderne l'applauso è il segnale politico principale, con cui si esprime il consenso alle dichiarazioni di un oratore, da parte degli altri componenti della Camera parlamentare. 
Eppure, la Camera dei comuni britannica vi è addivenuta con molto ritardo: mentre dalle tribune l'atto di applaudire era consentito, in Aula esso era sostituito da atti significativi di altro tipo, come lo sventolare gli Order papers (in alcuni casi lanciandoli in aria); solo in casi particolari i resoconti segnalano che gli interventi si concludevano con un vero e proprio applauso in piedi.
Per converso, anche il comportamento opposto a Westminster è fortemente scoraggiato: il booing è vietato secondo Erskine May, anche se i segni di disapprovazione non mancano, soprattutto da parte dell'opposizione durante il Question time.